# Gandsassar-Stadion
Das Gandsassar-Stadion (armenisch Գանձասար) ist ein Fußballstadion mit Leichtathletikanlage in Kapan, Armenien. Es wird hauptsächlich für Fußballspiele benutzt und ist das Heimstadion des Gandsassar Kapan. Es hat eine Kapazität von 3.500 Plätzen. Es liegt im Zentrum der Stadt Kapan am linken Ufer des Voghdschi zwischen der Aram-Manukian-Straße und der Hovhannes-Tumanyan-Straße.
Das Stadion verfügt über keine Rasenheizung. Der Untergrund ist Naturrasen.

## Geschichte
Das Stadion wurde 1963 unter dem Namen Lernagorts-Stadion als Heimstätte des FC Lernagorts Kapan errichtet. Bis 2004 blieb es im Besitz der Stadtverwaltung. Dann wurde es privatisiert und an den früheren Präsidenten des FC Gandzasar Kapan Garnik Ohanjanyan verkauft. Ende 2008 wurde das Stadion modernisiert.

## Galerie

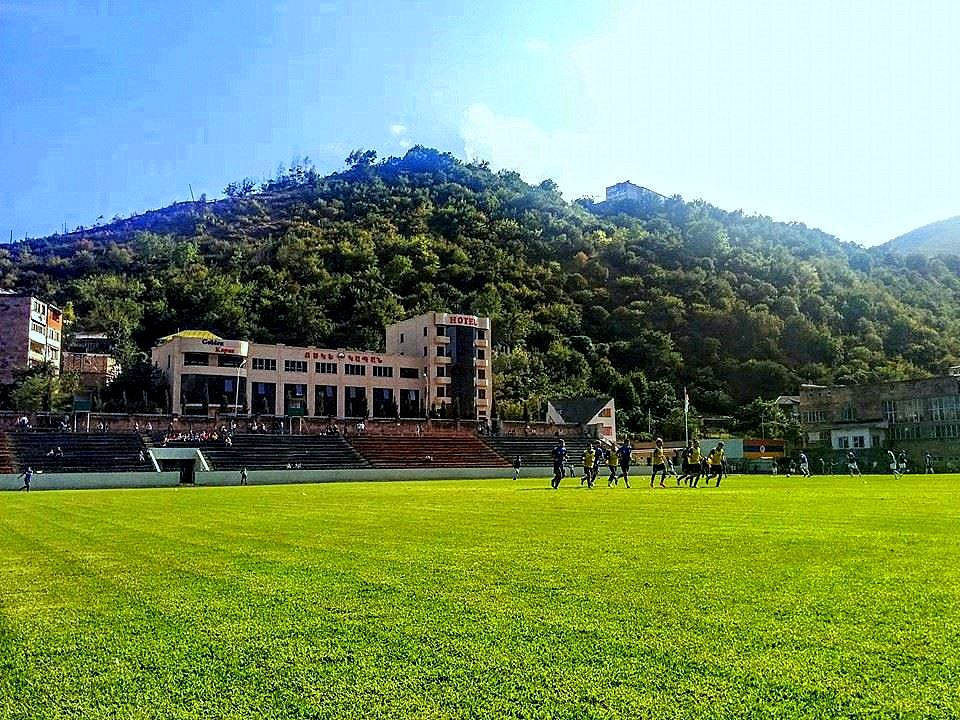
Haupttribüne
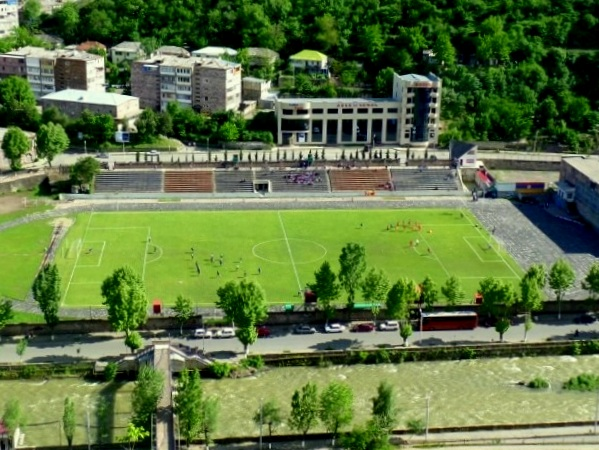
Luftansicht